# 아샤로즈 미기로
아샤로즈 음텡게티 미기로(영어: Asha-Rose Mtengeti Migiro, 1956년 7월 9일~)는 탄자니아의 정치인이자 외교관으로, 2007년부터 2012년까지 제3대 유엔 사무부총장을 지냈다. 미기로는 2012년 7월 13일 아프리카 내 에이즈와 HIV 바이러스 문제를 위한 유엔 사무총장 특사로 임명되었다.